# Dolichandrone alternifolia
Dolichandrone alternifolia là một loài thực vật có hoa trong họ Chùm ớt. Loài này được (R.Br.) Seem. mô tả khoa học đầu tiên năm 1870.